# Jyotirlinga
Jyotirlingas oder Jyotirlingams (Sanskrit, n., ज्योतिर्लिङ्ग, jyotirliṅga, aus jyotis, „Licht“ und linga, Zeichen, anikonisches Symbol Shivas, das unter anderem als Phallus interpretiert wird) sind die heiligsten Shiva-Tempel Indiens. Es existieren zwölf Jyotirlingas, die sich über ganz Indien verteilen. Manchmal wird Pashupatinath in Kathmandu, Nepal, noch hinzugezählt.

## Legende
Das Shiva Purana berichtet: Als sich Brahma und Vishnu darüber stritten, wer der größere Gott sei, erschien plötzlich eine große Lichtsäule. Um ihr Ende zu ergründen, flog Brahma als weißer Schwan (hamsa) nach oben, während Vishnu sich als Eber (varaha) in die Erde eingrub. Beide konnten weder Anfang noch Ende finden, jedoch täuschte Brahma Erfolg vor, indem er eine Blüte zurückbrachte, die von oben heruntergefallen war, und behauptete sie am Ende gefunden zu haben. Daraufhin erschien Shiva aus der Säule heraus und erklärte, keiner der Götter sei der Größte, aber da Brahma auch noch gelogen habe, würde er von nun an nicht mehr verehrt werden. Die Lichtsäule, in deren Gestalt Shiva erschien, wird durch den Jyotirlinga repräsentiert und ist für den Gläubigen in Form des physischen Lingam an jenen 12 Orten präsent, die man Jyotirlingas nennt.
Oft finden sich Jyotirlingas in der Nähe von Shakti Pithas; das sind Tempel, die der göttlichen Mutter geweiht sind. Der Legende nach trug Shiva den Leichnam Satis in Trauer über ihren Freitod durch das Universum. Um Shiva zu befreien, zerschnitt Vishnu den Leichnam Satis. Wo immer die Körperteile hinfielen, ist heute ein Shakti Pitham. Es gibt ca. 64 von diesen.

## Die zwölf Jyotirlingas

### Somnath (Veraval, Gujarat)
Der älteste der Jyotirlingas wird bereits im Rigveda, Skanda Purana und Mahabharata erwähnt. Er befindet sich an der Westküste Indiens bei Veraval, direkt am arabischen Meer. Nach der Legende verehrte der Mond hier Shiva (Soma = Mond; Nath = Herr; Somnath ist der Herr des Mondes, also Shiva). Der Somnath-Tempel galt als prächtigster Shiva-Tempel, bis er im 10. Jahrhundert zerstört und geplündert wurde. Der gegenwärtige Tempel ist ca. 30 Jahre alt und wurde an gleicher Stelle aufgebaut. Besondere Tage der Verehrung sind Mahashivaratri und der Vollmondtag im Monat Shravan. Unweit von hier ist auch der Platz, an dem Krishna der Legende nach seinen Körper aufgab.

### Kedarnath (Garhwal Himalayas – Mandakini-Tal, Uttarakhand)
Nach der Legende bauten die fünf Pandavas diesen Tempel auf ihrem Weg ins Paradies nach dem Mahabharata-Krieg. Der Schrein liegt auf einer Höhe von 3.581 m an der Quelle des Flusses Mandakini. Mit Badrinath, das unweit davon liegt, gilt es als heiligster Schrein des Himalaya. Die Legende verbindet diesen Tempel mit Pashupatinath in Kathmandu, der als Kopf Shivas gilt, Kedarnath gilt als Körper. Der Philosoph und Heilige Shankara soll hier Mahasamadhi, wie Hindus den Tod eines Heiligen bezeichnen, erlangt haben. Die letzten 12 km zum Schrein müssen zu Fuß oder zu Pferde zurückgelegt werden.

### Vishwanath (Varanasi, Uttar Pradesh)
Es gibt Hunderte von Shiva-Tempeln in Varanasi, einer der sieben heiligen Städte Indiens, aber dieser ist der heiligste Platz der Stadt, deren Hauptgottheit Shiva ist. Frühere Tempel an dieser Stelle wurden in islamischer Zeit immer wieder geschleift, im 15. Jahrhundert von Qutb-ud-Din Aibak, dem Sultan von Delhi, und im 17. Jahrhundert durch den Großmogul Aurangzeb. Der gegenwärtige Tempel wurde im Jahr 1776 von der Maharani Ahalya Bai aus Indore mit Material aus den alten Tempeln erbaut. 1835 vergoldete der Maharaja Ranjit Singh, Sikh-König aus dem Punjab, die Kuppel mit einer Tonne Gold. Nach der Legende schlug Shiva dem Schöpfergott Brahma den 5. Kopf ab, weil dieser sich arrogant als höchsten Gott bezeichnet hatte. Dies war jedoch eine Sünde, zumal Brahma auch noch ein Brahmane ist und der Mord an einem Brahmanen das höchste Vergehen für einen gläubigen Hindu ist. Als Zeichen der Sünde klebte der Kopf an Shivas Hand. Shiva nahm darauf das Leben eines Wandermönchs (Sadhus) an, weshalb er noch heute als Patron von Swamis, Sadhus und Yogis gilt. Erst als er nach Varanasi kam, fiel der Kopf von seiner Hand ab. Heute gibt es in Varanasi besonders viele Sadhus, u. a. auch jene, die den tantrischen Weg gehen. Es herrscht außerdem der Glaube, dass Shiva jedem, der in Varanasi stirbt, das Tarak-Mantra ins Ohr flüstert, worauf dessen Seele sofort Moksha, die spirituelle Befreiung, erlangt.

### Mahakaleshwar (Ujjain, Madhya Pradesh)
Dieser Tempel steht in Ujjain, eine der sieben heilige Städte Indiens, etwa 3500 Jahre alt. Der Tempel ist am Ufer des Flusses Kshipra. Alle zwölf Jahre findet hier eine Kumbh Mela statt, auch Simhastha genannt. Diese findet statt, wenn Jupiter in das Zeichen Löwe (simha) geht. Mahakaleshwar (maha = groß, kal = Zeit, ishvar = Herr) heißt also „der große Herr der Zeit“. Wahrscheinlich verlief durch Ujjain in alter Zeit der nullte Längengrad, ähnlich der GMT heute. Es ist auch heute noch der Sitz der indischen Astrologie und besitzt einen Neun-Planeten-Tempel und ein Observatorium (Jantar Mantar). Der ursprüngliche Tempel wurde 1235 von Sultan Iltutmish zerstört und dann von den Scindias von Gwalior wiedererbaut. Eine Besonderheit des Gottesdienstes ist, dass der Lingam täglich mit Asche von Verstorbenen aus dem naheliegenden Verbrennungsplatz (Smashan) eingerieben wird.

### Omkareshwar (Fluss Narmada, Madhya Pradesh)
Der Tempel liegt auf einem Felsen, dem Mandhata, auf der Halbinsel am Zusammenfluss der Kaveri und der Narmada in Omkareshwar. Während der Fluten liegt der Tempel teilweise unter Wasser. Der Lingam besteht aus unbehauenem schwarzen Stein und gleicht einer Schildkröte aus Stein. Das Ritual ist sehr einfach, nur Bilva-Blätter und Blumengirlanden werden dargebracht. Es ist der einzige der 12 Tempel, an denen Tulsi-Blätter dargebracht werden. Das Wasser, das über den Lingam gegossen wird, fließt über einen unterirdischen Kanal zurück in die Narmada. Ein besonderes Fest findet am Vollmondtag Ende Oktober oder Anfang November statt, dem Kartik Purnima. Am Südufer der Narmada gibt es einen weiteren wichtigen Shiva-Tempel, Amaleshwar genannt, der mit dem Omkareshwar zusammen eine Einheit bildet. Nicht weit von hier ist auch Mandaleshwar, der Platz, an dem Shankara den Philosophen Madana Misra im Streitgespräch besiegte und ihn so zum Schüler machte.

### Sri Shailam (Fluss Krishna, Andhra Pradesh)
Mallikarjuna liegt etwa 457 m hoch auf dem Berg Sri Shailam am Ufer der Krishna. Der Legende zufolge zog sich Kartikeya hierhin zurück, nachdem er im Wettrennen mit Ganesha den Kürzeren gezogen hatte. Um ihn zu beruhigen, kamen Shiva als Arjuna und Parvati als Mallika hier her. Nach der Legende verfasste hier Shankara das berühmte Gedicht Sivanandalahiri. Der Tempel liegt inmitten dichtesten Dschungelgebiets, das von wilden Tieren bevölkert ist. Wegen seiner Unzugänglichkeit wird er nur von Pilgern in großen Gruppen zu bestimmten Festtagen wie Mahashivaratri oder Shravan Purnima besucht. Hinter dem Shivatempel befindet sich ein weiterer Tempel, der Parvati geweiht ist. In der Nähe ist auch ein Shakti Pitham der Göttin Kali in der Form Brahmaramba geweiht.

### Vaidhyanath (Deoghar, Jharkhand)
Sri Vaidhyanath oder Baijnath Dham befindet sich auf einer Insel zwischen verschiedenen Gangesströmen in Deoghar. Auch hier befindet sich ein Shakti-Pitha direkt bei dem Shiva-Tempel. Es heißt, dass hier das Herz der Göttin Sati zu Boden fiel, als Vishnu ihren toten Körper zerschnitt. Der Name Vaidya bedeutet Wissender, Shiva wird auch als Maha-Jnani, als Weiser, bezeichnet. Heute bezeichnet Vaidya aber einen (ayurvedischen) Arzt. So wird den Gewässern dieses Ortes spezielle Heilkraft zugeschrieben. Um den Lingam ist der Brunnen Chandrakup, dessen Wasser an Patienten Wunder vollbringen soll. Der Legende zufolge wurde der Brunnen vom Dämon Ravana hier gegraben, der den Linga auch als Geschenk von Shiva selbst erhielt und hier absetzte. Ravana wollte den Lingam ursprünglich in seine Hauptstadt Lanka schaffen, doch die Götter zwangen ihn durch einen Trick in hier abzusetzen. Der Stein wurde dann zu schwer ihn wieder aufzuheben. Es ist Brauch, dass Pilger Wasser aus allen Teilen Indiens über den Lingam ausgießen.

### Bhimashankar (Bhavagiri – Khed – Sahyadri-Gebirge, Maharashtra)
Der Bhimashankar-Tempel liegt abgelegen an der Quelle des kleinen Flusses Bhima auf einem Berg des Sahyadri-Gebirges etwa 200 km südöstlich von Mumbai. Der Tempel ist sehr alt, und aus dem Hauptaltar sickert etwas Wasser. Neben dem Schrein liegen zwei Teiche, die angeblich von der historischen Person Nana Fadnavis angelegt wurden. Nach der Mythologie ruhte sich hier Shiva aus als er die Städte des Dämon-Königs Tripura (von tri = drei, pura = Stadt, Tripura also „Drei Städte“) vernichtet hatte. Als Anerkennung für die Verehrung des Königs Bhimaka ließ sich Shiva dann hier nieder. Obwohl die Beschreibung des Shiva Puranas den Tempel in Assam, auf dem Brahmapura-Hügel im Distrikt Kamrup sieht, deuten alle anderen historischen auf diesen Ort hin. Der Tempel liegt sehr abgelegen in Bhavagiri, umgeben vom Dschungel, nahe am Steilabfall der Westghats etwa 50 km nordwestlich von Khed im Distrikt Satara bei Pune.

### Ghrishneshwar (Daulatabad, Maharashtra)
Der Ghrishneshwar- oder Ghushmeshvar-Tempel liegt etwa 66 km von Daulatabad, an der Bahnstrecke von Manmad nach Pune, und ist leicht erreichbar. Er ist in unmittelbarer Nähe der berühmten Ellora-Höhlen. Gemäß der Mythologie war Gushmar die zweite Frau des Königs Sudharma, dessen erste Frau Sudeha kinderlos blieb. Gushmar verehrte Shiva sehr und bat ihn um Nachkommen. Bald gebar sie einen Sohn und verehrte Shiva mit 101 Lingams, die sie im nahe gelegenen Teich versenkte. Der Sohn heiratete, wurde jedoch von ihrer Schwester Sudharma aus Eifersucht getötet. Gushmar betete bei ihrer Morgenandacht am Teich zu Shiva. Plötzlich entstieg der Junge dem Teich, als wenn nichts geschehen wäre. Shiva selbst erschien nun, um Gushmar über den Mord zu berichten. Als Shiva Sudeha zur Strafe töten wollte, bat Gushma ihn sie zu verschonen. Shiva, von so viel Mitgefühl gerührt, bot ihr einen Gefallen an. Gushma bat ihn bei ihr zu bleiben, was Shiva in Form des Linga dann erfüllte. Für den Pilger gilt neben dem Darshan des Lingam ein Bad in dem Teich als besonders segensreich.

### Trimbak (auch: Trimbakeshwar) (Nashik, Maharashtra)
Dieser Jyotirlinga liegt im Ort Trimbak bei Nashik, wo auch alle zwölf Jahre die Kumbha Mela stattfindet. Von der Nashik-Road-Bahnstation ist es etwa 30 km in westsüdwestlicher Richtung entfernt. Ganz in der Nähe befindet sich Panchavati, die Stelle an der Sita von Ravana entführt wurde. Auch hier spielt ein Teich in der Mythologie eine wichtige Rolle. Diesen erbat der Rishi Gautama, der auf dem Berg Brahmagiri wohnte, von Gott Varuna nach einer langen Trockenperiode. Bald entbrannte jedoch ein Streit unter den Sehern (Rishis) des Waldes um diesen Teich, in dessen Verlauf Gautama und seiner Frau Ahalyabat übel mitgespielt wurde, so dass sie als Unberührbare wegziehen mussten. Gautama und Ahalya übten darauf strenge Askese um Shivas Gnade zu erreichen. Als Belohnung wünschten sie sich, den Fluss Ganges neben ihre Hütte umzuleiten, was diese unter der Bedingung machte, dass auch Shiva und Parvati sich hier niederließen. Diese geschah dann auch in Form des Lingams. Der Ganges nahm, dann die Form des Flusses Godavari an, der seither hier vorbeifließt.

### Nageshwar (Dwarka, Gujarat)
Nageshwar liegt in der Nähe der heiligen Stadt Dwarka, der Stadt in der Krishna König war, und ist von dort aus leicht zu erreichen. Mythologie: Der Lingam wurde ursprünglich von dem Vaishya Supriya in einem Gefängnis angefertigt, um Shiva auch da verehren zu können, wo er von dem Dämon Daruka festgehalten wurde. Dem Dämonen gefiel das nicht und versuchte Supriya zu töten, aber der wurde von Shiva selbst gerettet, indem er den Dämonen mit seiner Pashupati-Waffe besiegte. Der Lingam wird besonders an Shivaratri verehrt.

### Rameswaram (Distrikt Ramanathapuram, Tamil Nadu)
Dieser Tempel ist der südlichste der Jyotirlingas. Er liegt auf einer Insel, die sich von Indien in Richtung Sri Lanka erstreckt. Die Grundfläche des Tempels ist 270 m × 210 m und auf dem 1212 Steinsäulen stehen. Die Statue von Shivas Reittier, dem Stier Nandi ist 5 m lang und 3 m hoch. Der Ostturm (Gopuram) ist 53 m hoch. Ein 1200 m langer Korridor führt um den Tempel herum. Teile des gegenwärtigen Tempels wurden bereits im 12. Jahrhundert gebaut. Im 15. Jahrhundert wurde er von Udayan Sethupathi erweitert, dessen Statue sich neben dem Südeingang befindet. Im Tempel befinden sich 22 Tirthams (Badebecken), die alle eine bestimmte Bedeutung haben. Rama errichtete nach der Legende den Lingam bei seiner Rückkehr von Lanka zum Festland, nachdem er Ravana getötet hatte. Er wollte sich dadurch von der Sünde des Brahmanenmordes, der Ravana war, befreien. Rama schickte Hanuman zum Berg Kailash, um den Linga zu besorgen. Da sich Hanuman jedoch verspätete, formte Sita einen Linga aus Sand. Als Hanuman vom Kailash zurückkehrte, war er enttäuscht als er feststellte, dass bereits ein Linga errichtet war. Rama bedeutete Hanuman, dass er den Linga austauschen könne. Der versuchte jedoch vergeblich, ihn herauszuziehen. Man sagt, der Linga habe immer noch die Spuren von Hanumans Schwanz. Um Hanuman zu versöhnen, wurde der Linga, den er brachte, neben dem anderen errichtet. Der Original-Jyotirlinga heißt Rama-Linga; der, den Hanuman brachte, heißt Vishwa-Linga.

## Andere Jyotirlinga-Tempel
Gemäß lokalen oder regionalen Traditionen gibt es noch weitere Jyotirlinga-Tempel in Maharashtra:
- Aundha Nagnath, Distrikt Hingoli, Maharashtra
- Parli-Vaidhyanath-Tempel, Distrikt Beed, Maharashtra
- Dwadasha-Jyotirlinga-Tempel, Bangalore, Karnataka